# Saison 1962-1963 du CR Belcourt
Pour un article plus général, voir CR Belouizdad.
Chronologie
Saison suivante
La saison 1962-1963 du CR Belcourt est la 1re saison du club en championnat d'Algérie nommé le Critérium d'Honneur. Le CR Belcourt, qui venait d'être crée quelques mois plus tôt, entame la compétition post-indépendance dans le groupe III à côté d'entre autres de l'OM Saint-eugène, O.Médea, Stade Guyotville, MS Cherchell... Le club du quartier de Belcourt n'a pas pu franchir cette étape, en se classant à la 3e place dans son groupe et qui a vu l'accession à l'OM Saint-eugène comme premier et qualifié par la même occasion au tournoi régional pour désigner le champion de l'Algerois.
En Coupe d'Algérie le CR Belcourt commence la 1re édition de l'histoire de cette compétition à partir du 2e tour, joué le 2 et 3 novembre 1963 et qui s'est jouée sous forme de tournois régionaux (Alger, Oran, Constantine). Son parcours s'arrête en 5e tour régional qui équivaut au seizième de finale.

## Compétitions

### Championnat

#### Rencontres
| Date             | J           | Adversaire      | Lieu      | Résultat | Buteurs pour le CRB | Références |
| MATCHES ALLER    |             |                 |           |          |                     |            |
| 7 octobre 1962   | 1re journée | MS Cherchell    | Domicile  | 2 - 3    |                     |            |
| 14 octobre 1962  | 2e journée  | O. Médéa        | Extérieur | 3 - 1    |                     |            |
| 28 octobre 1962  | 3e journée  | OM Hamr El Aïn  | Domicile  | 8 - 1    |                     |            |
| 11 novembre 1962 | 4e journée  | HR Fouka        | Extérieur | 0 - 4    |                     |            |
| 18 novembre 1962 | 5e journée  | OM Saint-Eugène | Extérieur | 0 - 2    |                     |            |
| 2 decembre 1962  | 6e journée  | RAS Alger       | Domicile  | 3 - 2    |                     |            |
| 9 decembre 1962  | 7e journée  | WA Aïn Benian   | Extérieur | 0 - 0    |                     |            |
| 23 decembre 1962 | 8e journée  | NR Bou Ismaïl   | Domicile  | 2 - 0    |                     |            |
| 6 janvier 1963   | 9e journée  | GSA Hydra       | Extérieur | 3 - 1    |                     |            |
| MATCHS RETOUR    |             |                 |           |          |                     |            |
| 20 janvier 1963  | 10e journée | MS Cherchell    | Extérieur | 3 - 0    |                     |            |
| 27 janvier 1963  | 11e journée | O. Médéa        | Domicile  | 2 - 0    |                     |            |
| 10 fevrier 1963  | 12e journée | OM Hamr El Aïn  | Extérieur | 1 - 3    |                     |            |
| 17 fevrier 1963  | 13e journée | HR Fouka        | Domicile  | 3 - 0    |                     |            |
| 24 fevrier 1963  | 14e journée | OM Saint-Eugène | Extérieur | 0 - 2    |                     |            |
| 10 mars 1963     | 15e journée | RAS Alger       | Extérieur | 5 - 1    |                     |            |
| 17 mars 1963     | 16e journée | WA Aïn Benian   | Domicile  | 2 - 2    |                     |            |
| 24 mars 1963     | 17e journée | NR Bou Ismaïl   | Extérieur | 2 - 2    |                     |            |
| 7 avril 1963     | 18e journée | GSA Hydra       | Domicile  | 3 - 1    |                     |            |

#### Classement final Groupe III (Alger)
| Rang | Équipe          | Pts | J  | G  | N | P  | Bp | Bc | GA    |
| ---- | --------------- | --- | -- | -- | - | -- | -- | -- | ----- |
| 1    | OM Saint-Eugène | 45  | 18 | 11 | 5 | 2  | 35 | 12 | 2,917 |
| 2    | S. Guyotville   | 45  | 18 | 11 | 5 | 2  | 35 | 12 | 2,917 |
| 3    | CR Belcourt     | 44  | 18 | 11 | 4 | 3  | 45 | 21 | 2,143 |
| 4    | O. Littoral     | 42  | 18 | 9  | 6 | 3  | 26 | 16 | 1,625 |
| 5    | O. Médéa        | 38  | 18 | 8  | 4 | 6  | 23 | 25 | 0,92  |
| 6    | GSA Hydra       | 35  | 18 | 6  | 5 | 7  | 25 | 25 | 1     |
| 7    | MS Cherchell    | 29  | 18 | 6  | 2 | 10 | 21 | 16 | 1,313 |
| 8    | RAS Alger       | 28  | 18 | 4  | 2 | 12 | 19 | 44 | 0,432 |
| 9    | HR Fouka        | 26  | 18 | 2  | 4 | 12 | 15 | 37 | 0,405 |
| 10   | OM Ameur El Aïn | 25  | 18 | 2  | 3 | 13 | 19 | 57 | 0,333 |

### Coupe d'Algérie

#### Rencontres
| Date             | Tour    | Adversaire  | Stade (ville)            | Résultat              | Buteurs pour le CRB |
| 2 novembre 1962  | 2e tour | -           | -                        | -                     | -                   |
| 24 novembre 1962 | 3e tour | RU Alger    | Stade Municipale (Alger) | 3-0                   | -                   |
| 16 décembre 1962 | 4e tour | -           |                          | -                     | -                   |
| 20 décembre 1962 | 5e tour | WA Boufarik |                          | 0-0 a.p (aux corners) | -                   |